# Łużycka Izba Muzealna w Heinersbrück
Łużycka Izba Muzealna (niem. Sorbische Bauernstube, dolnołuż. Serbska burska śpa) - muzeum wiejskie (przede wszystkim o charakterze etnograficznym), zlokalizowane w Heinersbrück (Móst) przy Hauptstraße 2.
Wieś stanowi obecnie swoistą wyspę pomiędzy wyrobiskami kopalni węgla brunatnego i elektrownią Jänschwalde, ale mimo to zachowały się tutaj silne tradycje związane z kulturą ludności Serbsołużyckiej. Placówka jest najstarszą izbą muzealną Dolnych Łużyc i posiada największą kolekcję łużyckich strojów regionalnych, które są nadal używane podczas różnych świąt i spotkań okolicznościowych. Ponadto izba organizuje warsztaty haftowania oraz przyozdabiania wielkanocnych pisanek.